# Motorenfabrik Hatz
Die Motorenfabrik Hatz GmbH & Co. KG mit Sitz in Ruhstorf an der Rott ist ein deutsches Maschinenbauunternehmen, das auf eine im Jahre 1868 gegründete Werkstätte zurückgeht und sich im Laufe seines Bestehens auf die Entwicklung, den Bau und den weltweiten Vertrieb von Dieselmotoren spezialisiert hat. Im Geschäftsjahr 2021 erwirtschaftete Hatz mit seinen rund 1.100 Mitarbeitern einen Umsatz von etwa 216 Millionen Euro.
Persönlich haftender Gesellschafter der Motorenfabrik Hatz GmbH & Co. KG ist die Hatz Beteiligungs GmbH mit Sitz in Ruhstorf an der Rott.

## Geschichte
1868 eröffnete der gelernte Schmied und Wagner Matthias Hatz in Ruhstorf eine Werkstätte und reparierte in den nachfolgenden Jahrzehnten landwirtschaftliche Gerätschaften. Ab 1906 konzentrierte sich Hatz auf den Bau von Verbrennungsmotoren. und begann 1910 mit der Fabrikation von stationären Glühkopfmotoren (sog. R-Motoren). Diese wurden 1926 durch den Dieselmotor (H-Motor) ersetzt und 1932 startete trotz Rezession die Produktion der insbesondere für die Bauwirtschaft gedachten Dieselmotoren liegender Bauart (L-Motor).
Nach der Machtergreifung der Nationalsozialisten 1933 führte der wirtschaftliche Aufschwung im Land zunächst zu einem vermehrten Absatz von Motoren und damit wieder zu einer Umsatz- sowie Gewinnsteigerung bei Hatz. Nach eigener Darstellung standen die Brüder Hatz der NSDAP allerdings ablehnend gegenüber. Sie mussten jedoch, um nicht als Regimegegner zu gelten, Mitglied der Partei werden. Insbesondere für die Landwirtschaft entwickelte Hatz bis 1938 den A-Motor.
Mit Beginn des Zweiten Weltkrieges brach das Exportgeschäft weg und auch der Absatz im Inland ging u. a. aufgrund von Materialmangel und Konkurrenz durch den sog. Einheitsmotor im Laufe der Jahre stark zurück. Der Bau von Holzgasgeneratoren scheiterte ebenfalls. Notgedrungen schwenke Hatz teilweise auf die Produktion von Rüstungsgütern um.  Wehrfähiges Personal wurde abgezogen und durch nicht wehrtaugliche Personen weitestgehend ersetzt. Ab Ende 1941 bzw. Anfang 1942 arbeiteten bei Hatz zudem 30 französische Kriegsgefangene und ab Mitte 1943 rund 20 russische Zwangsarbeiter. Später kamen noch italienische Kriegsgefangene hinzu. Die Zwangsarbeiter waren im Lager Schlupfing (an der B12 gelegen), welches dem KZ-Außenlager Pocking zugehörig war, untergebracht. Gemäß Zeugenaussagen soll der Umgang mit den Zwangsarbeitern bei Hatz human gewesen sein.  Das Unternehmen selbst geht zurückhaltend mit Informationen aus dieser Zeit um.

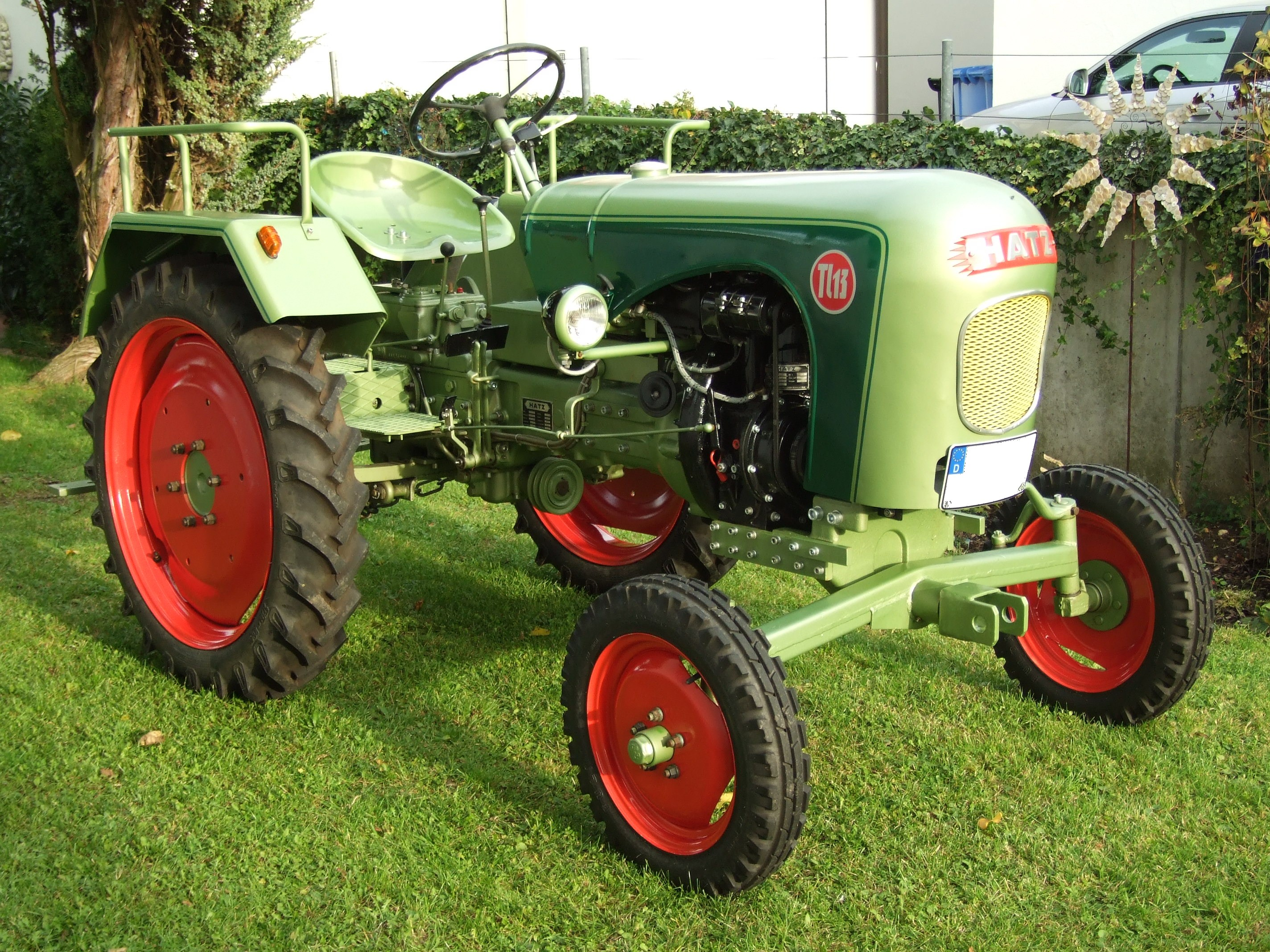
Zwischen 1953 und 1964 baute Hatz auch Traktoren (im Bild das Modell TL13)

Nach dem Krieg kämpfte der Betrieb trotz völlig intakter Fabrikationsgebäude ums Überleben und hielt sich mit Reparaturen und Gelegenheitsaufträgen über Wasser. Erst nach der Währungsreform 1948 konnte Hatz die Motorenproduktion wieder aufnehmen. Zu Beginn der 1950er Jahre entwickelte Hatz dann einen kleinen, luftgekühlten Einzylinder-Viertakt-Dieselmotor (Typ E80), der insbesondere bei den Baumaschinenherstellern Anklang fand. Gleichzeitig versuchte Hatz auch seine Motoren an diverse Schlepperproduzenten zu verkaufen. Da dies jedoch nicht gelang, entschied sich das Unternehmen 1953 für die Produktion eigener Traktoren. Bis zur Einstellung der Schlepperfertigung 1964 verkaufte Hatz rund 7.500 Exemplare.
In den nachfolgenden Jahrzehnten entwickelte Hatz seine Kleindieselmotoren weiter und fügte seinem Verkaufsprogramm auch größere Dieselmotoren mit bis zu vier Zylindern hinzu. Wichtige Entwicklungsschritte waren u. a. Motoren in Leichtmetallbauweise (Typ E75 und E671), die Verbesserung der Schalldämmung sowie die Größenreduzierung, die Verbrauchssenkung und die Abgasnachbehandlung.
Aufgrund einer Absatzflaute in den 1980er Jahren begann Hatz 1988 als zweites Standbein mit der Fertigung von Pleueln und Kurbelwellen für andere Motorenhersteller. Zu den ersten Kunden dieser Motorkomponenten gehörten u. a. Audi und VW. Später kamen Nutzfahrzeug-, Motorrad- und Baumaschinenhersteller hinzu.  2021 wurde dieser Teil der Firma in die Tochtergesellschaft Hatz Components GmbH ausgelagert und schließlich 2023 an den Investor Berylls Equity Partners verkauft.

## Produkte

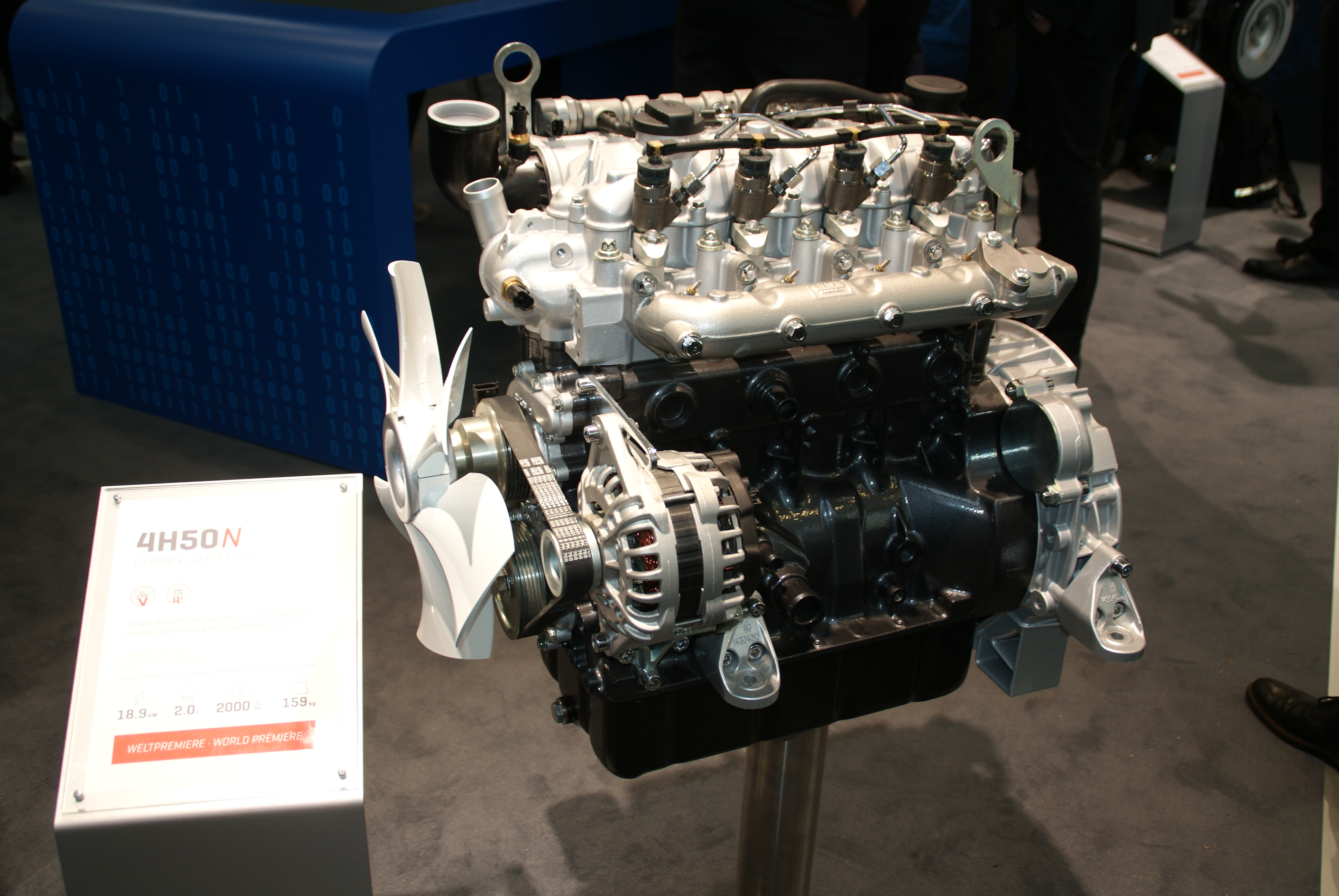
4-Zylinder-Dieselmotor von Hatz

Das Kerngeschäft von Hatz ist die Entwicklung und Herstellung von luft- und wassergekühlten Industrie-Dieselmotoren mit bis zu vier Zylindern und einer Leistung bis zu 64 kW. Dazu gehören Motoren der B-Serie für kleine Maschinen wie etwa Rüttelplatten, die D-Serie für mittelgroße Maschinen wie Stromerzeuger und die H-Serie für größere Maschinen wie zum Beispiel kompakte Radlader. Darüber hinaus fertigt das Unternehmen auf Basis seiner Motoren Stromerzeugungsaggregate sowie mobile und stationäre Kreiselpumpen für Schmutz- und Trinkwasser.